# La calunnia

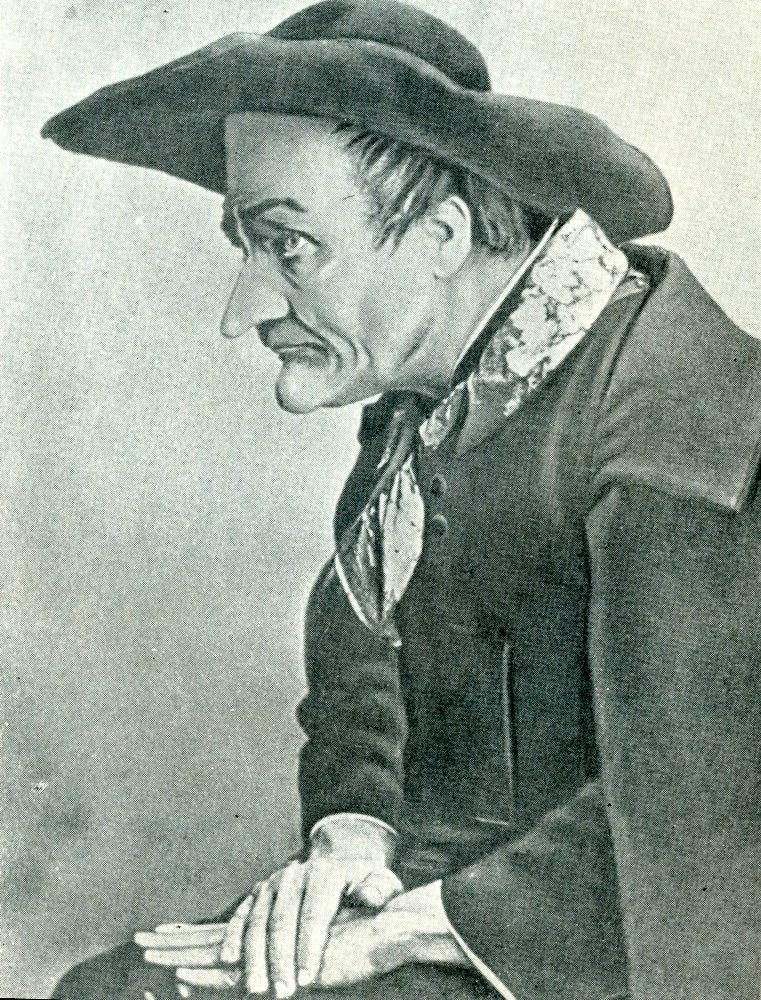
Fiódor Shaliapin como Don Basilio, 1912.

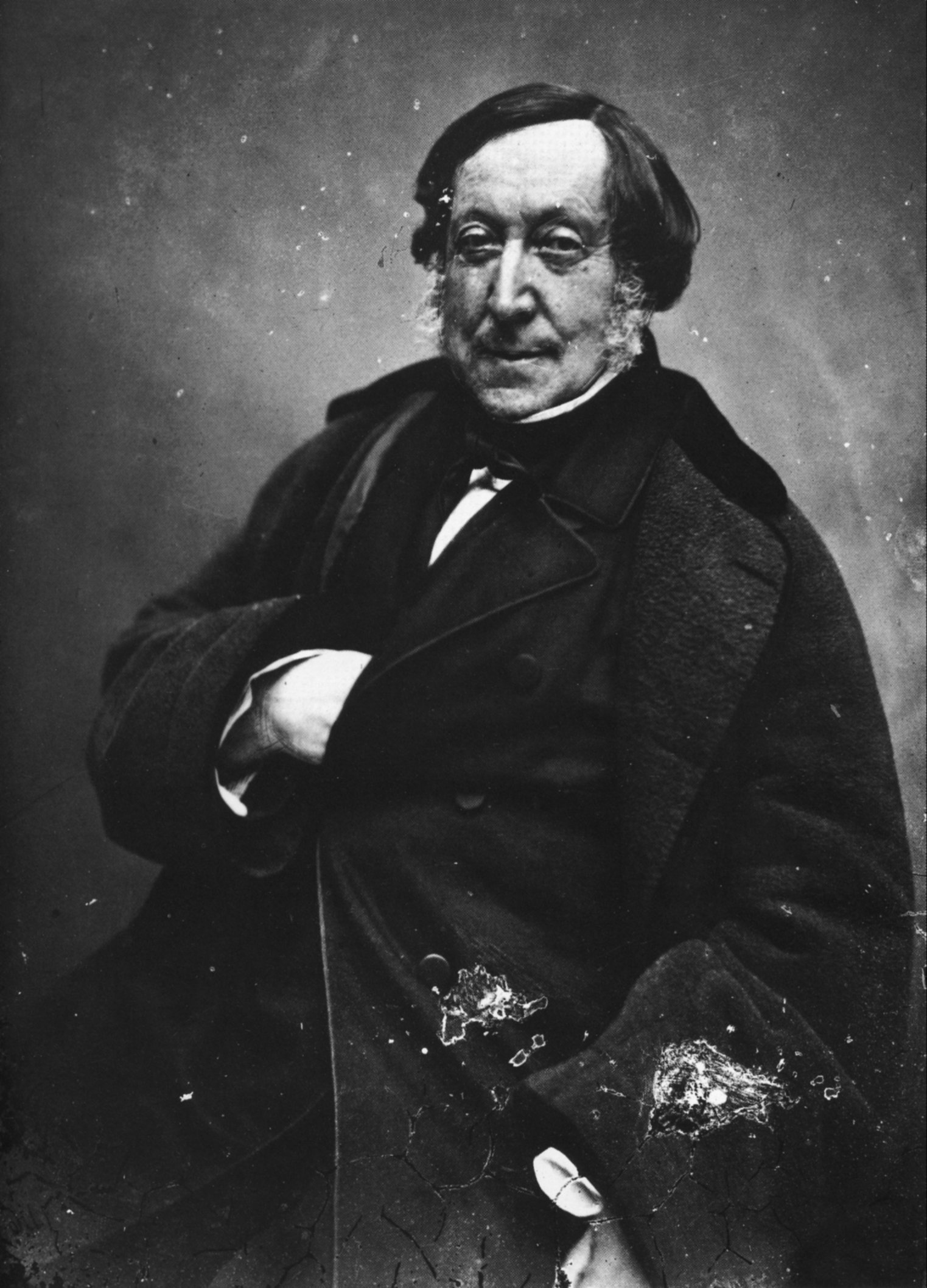
Su autor, Gioacchino Rossini en una fotografía de Félix Nadar, 1858.

La calunnia (La calumnia) es un aria de las diferentes versiones de la ópera El barbero de Sevilla, basada en la trilogía literaria del importante escritor francés Pierre de Beaumarchais. La más importante de estas versiones es la del italiano Gioacchino Rossini de 1816.
Otras versiones son la de Giovanni Paisiello (1782), la más importante después de la de Rossini, F. Morlachi (1816), Constantino Dall'Argine (1868), etc.[cita requerida]
Cesare Sterbini, funcionario romano y argumentista, escribió la letra de la obra a la que Rossini puso música y el aria puede escucharse en el primer acto, segundo cuadro cuando, Don Basilio, el canónigo sevillano y conspirador por oficio que se dedica también al profesorado de música de Rosina, la pupila joven y casadera- recomienda al tutor de ésta, Don Bartolo, inventar alguna mentira, una calumnia, propiamente, que perjudique a aquel joven noble que la pretende, el conde Almaviva.
El aria es una obra de arte per se puesto que, mediante la incomparable música de Rossini, realza soberbiamente el efecto de cada frase con el uso magistral del crescendo, describiendo los cambios de la calumnia desde su nacimiento, a saber: desde un vientecito que apenas se mueve hasta el más estruendoso disparo de cañón. Después, con la maestría rossiniana aplicada al aria, se presenta el efecto de la calumnia en el pobre calumniado.
La prima de la obra fue el veinte de febrero de 1816 en el Teatro Argentina de Roma y el bajo que la estrenó fue el italiano Zenobio Vitarelli. Originalmente en el tono de re mayor, el aria ha sido transportada al más cómodo de do mayor y ha tenido diversos finales según la época, alterando las notas y su duración.
Famosas interpretaciones de "La calunnia" han sido interpretadas, a lo largo de la historia, por los más grandes bajos como Fiódor Shaliapin, Ezio Pinza, Alexander Kipnis, Italo Tajo, Cesare Siepi, Nikolái Giaúrov, Samuel Ramey y Ruggero Raimondi, convirtiéndose en una de las más reconocidas por todos los públicos y una de las más afamadas piezas para la voz del bajo.

## Letra
| La calunnia è un venticello, un'auretta assai gentile che insensibile, sottile, leggermente, dolcemente incomincia, incomincia a sussurrar Piano piano, terra terra, sottovoce, sibilando, va scorrendo, va scorrendo va ronzando, va ronzando; nell'orecchie della gente s'introduce, s'introduce destramente, e le teste ed i cervelli, e le teste ed i cervelli fa stordire, fa stordire e fa gonfiar. Dalla bocca fuori uscendo lo schiamazzo va crescendo prende forza a poco a poco, vola già di loco in loco; sembra il tuono, la tempesta che nel sen della foresta va fischiando, brontolando, e ti fa d'orror gelar. Alla fin trabocca e scoppia, si propaga, si raddoppia e produce un'esplosione come un colpo di cannone, come un colpo di cannone. Un tremuoto, un temporale, Un tumulto generale che fa l'aria rimbombar! E il meschino calunniato, avvilito, calpestato, sotto il pubblico flagello per gran sorte ha crepar. E il meschino calunniato, avvilito, calpestato, sotto il pubblico flagello per gran sorte ha crepar. | La calumnia es un vientecillo, una brisita muy gentil, que imperceptible, sutil, ligeramente, suavemente, comienza, comienza a susurrar. Bajo, bajo, a ras de tierra, en voz baja, sibilante, va corriendo, va corriendo, va zumbando, va zumbando; en las orejas de la gente se introduce, se introduce hábilmente y las cabezas y los cerebros, y las cabezas y los cerebros hace aturdir y hace hinchar. Una vez fuera de la boca el alboroto va creciendo, toma fuerza poco a poco vuela ya de un lugar a otro; parece un trueno, una tempestad que en medio del bosque va silbando, atronando, y te hace de horror helar. Al final se desborda y estalla, se propaga, se redobla y produce una explosión, ¡como un disparo de cañón! Un terremoto, un temporal, un tumulto general que hace agitar el aire. Y el infeliz calumniado, envilecido, aplastado, bajo el azote público podrá considerarse afortunado si muere. Y el infeliz calumniado, envilecido, aplastado, bajo el azote público podrá considerarse afortunado si muere. |